# Haberberger Trinitatis-Kirche

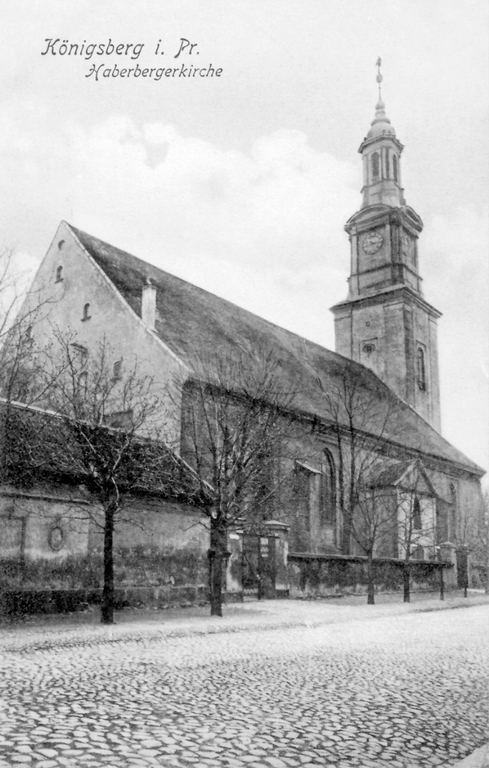
Haberberger Kirche

Die Haberberger Trinitatis-Kirche war eine evangelische Kirche im ostpreußischen Königsberg.

## Geschichte
1537 wurde auf dem höchsten Punkt des Haberbergs eine Kapelle errichtet. Auf dem Kirchhof wurden 1566 drei Räte Herzog Albrechts enthauptet und verscharrt. Von 1653 bis 1683 wurde eine neue Kirche gebaut, die 1747 durch Blitzschlag niederbrannte. Die neuaufgebaute Kirche wurde 1753 geweiht. Der Altar wurde 1765 errichtet. Der Turm erhielt 1774 als Wetterfahne einen von dem Kupferschmied Lorenz Wietander kupfergetriebenen stark vergoldeten 2,2 m großen Engel. Für die Vergoldung benötigte man das Gold von 76 Dukaten. Auf Immanuel Kants Empfehlung erhielt die Kirche als erste in Königsberg einen Blitzableiter. 1807 wurde die Kirche russisches Lazarett. Beim Artilleriebeschuss am 14. Juni wurde die Kirche von einer Kugel getroffen, die in der Wand erhalten blieb. Die einheitliche Ausstattung bis zu Liedertafeln und Altarschranken von spielerischem Rokoko gehörte zu den schönsten in Ostpreußen.
Die Kirche stand auf den Bahnhofsvorplatz des Hauptbahnhofs Königsberg. Der Turm mit seinen 77 Metern zählte zu den schönsten Kirchtürmen Ostpreußens. Die von Adam Gottlob Casparini aus Königsberg im Jahr 1754 mit 48 Registern fertiggestellte Orgel war ebenfalls berühmt. Es handelte sich um die zweitgrößte Orgel aus der Werkstatt dieses Meisters. Sie wurde 1902 durch eine neue Orgel aus der Werkstatt von Wilhelm Sauer in Frankfurt (Oder) ersetzt. Diese umfasste 50 Register auf 3 Manualen und Pedal, wofür der historische Prospekt deutlich erweitert werden musste.
Der Kirchhof wurde 1927 durchstochen, um Platz für eine Zufahrtsstraße zum neuen Hauptbahnhof Königsberg zu gewinnen. Durch ihre Lage südlich der Innenstadt überstand die Kirche die beiden Luftangriffe auf Königsberg Ende August 1944. Während der Schlacht um Königsberg im Winter 1945 wurde die Kirche schwer beschädigt. Die Außenmauern und der ausgebrannte Turm standen noch bis in die 1950er-Jahre und wurden dann abgebrochen. An der Stelle der Haberberger Kirche steht heute das „Haus der Künste“.

## Pfarrer

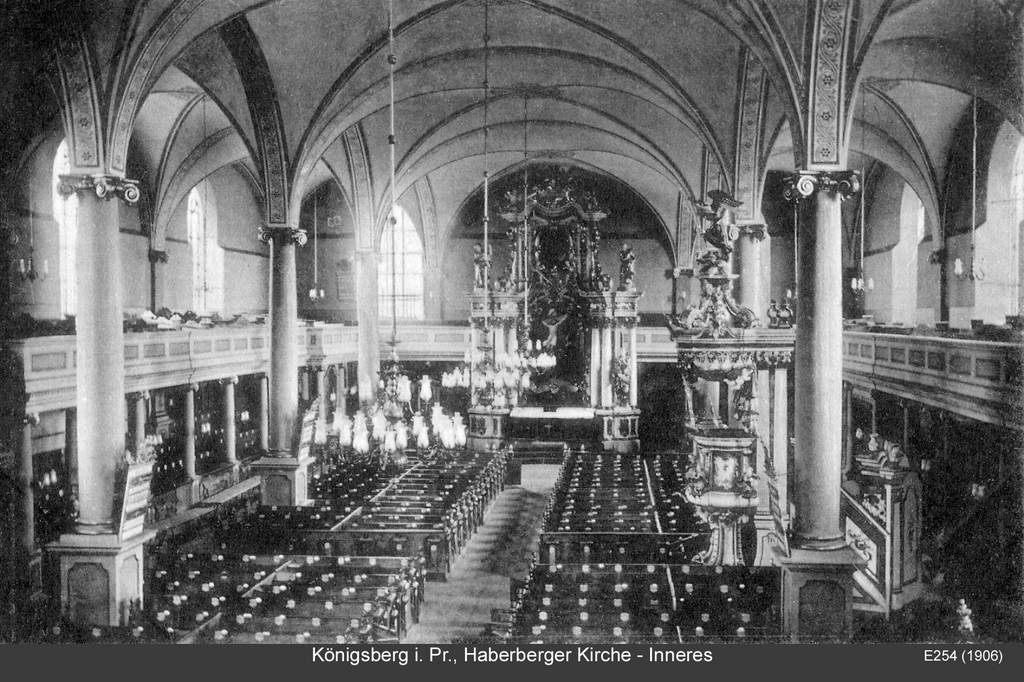
Kircheninnenraum

Die letzten Pfarrer waren Anton Wormit, Superintendent Paul Heinrici, Georg Dittmar, Walter Machmüller, Ernst Müller und L. Grunwald.